# Wilhelm Bahner
Ernst Wilhelm Bahner (* 23. Januar 1854 in Hermsdorf; † 5. April 1919 in Chemnitz) war ein deutscher Unternehmer und konservativer Politiker.

## Leben und Wirken
Bahner war seit 1884 Teilhaber des von seinem Vater Wilhelm Friedrich Bahner (1822–1907) begründeten und nach diesem benannten Unternehmen in Hermsdorf. Seit 1901 war er alleiniger Inhaber der Fabrik, in der Trikotagen und Strumpfwaren hergestellt wurden. Von 1905 bis 1909 – dem Ende des Dreiklassenwahlrechts – war Bahner als Vertreter des 38. ländlichen Wahlkreises Abgeordneter in der II. Kammer des Sächsischen Landtags. Er gehörte dem Konservativen Landesverein an.
Sein Bruder Louis Bahner gründete 1888 das Unternehmen Louis Bahner, das später unter ELBEO Strumpfwaren GmbH firmierte und vor dem Zweiten Weltkrieg mit 2800 Beschäftigten die größte deutsche Strumpffabrik war. Dessen Sohn Dietrich (1913–1987) war ein Schuhunternehmer und Politiker.